# Tajemství loňského léta
Tajemství loňského léta (v anglickém originále I Know What You Did Last Summer) je americká slasherová mediální franšíza, zahrnující čtyři filmy a televizní seriál, které vychází z románu Vím, co jsi udělala loni v létě americké spisovatelky Lois Duncan z roku 1973. Tvůrcem série audiovizuálních děl je scenárista Kevin Williamson, který napsal scénář k prvnímu filmu Tajemství loňského léta (1997).

## Filmy
| Český název                         | Originální název                          | Premiéra                                       | Režie                    | Scénář                                | Produkce                                                                     |
| ----------------------------------- | ----------------------------------------- | ---------------------------------------------- | ------------------------ | ------------------------------------- | ---------------------------------------------------------------------------- |
| Tajemství loňského léta             | I Know What You Did Last Summer           | 17. října 1997 (USA) 26. února 1998 (ČR)       | Jim Gillespie            | Kevin Williamson                      | Erik Feig, Neal H. Moritz a Stokely Chaffin                                  |
| Tajemství loňského léta 2: Rok poté | I Still Know What You Did Last Summer     | 13. listopadu 1998 (USA) 18. března 1999 (ČR)  | Danny Cannon             | Trey Callaway                         | Erik Feig, Neal H. Moritz, Stokely Chaffin, Jose Ludlow a William S. Beasley |
| Tajemství loňského léta 3           | I'll Always Know What You Did Last Summer | 15. srpna 2006 (USA) 1. prosince 2006 (ČR)     | Sylvain White            | Michael D. Weiss                      | Erik Feig a Neal H. Moritz                                                   |
| Tajemství loňského léta             | I Know What You Did Last Summer           | 18. července 2025 (USA) 17. července 2025 (ČR) | Jennifer Kaytin Robinson | Jennifer Kaytin Robinson a Sam Lansky | Neal H. Moritz                                                               |

## Seriál
- Tajemství loňského léta (2021)

| Řada | Díly | Premiéra v USA | Premiéra v USA     | Stanice v USA      |
| Řada | Díly | První díl      | Poslední díl       | Stanice v USA      |
| ---- | ---- | -------------- | ------------------ | ------------------ |
| 1    | 8    | 15. října 2021 | 12. listopadu 2021 | Amazon Prime Video |